# Lampertheim (Baix Rin)
 Lampertheim (en alsacià Làmperte) és un municipi francès, situat a la regió del Gran Est, al departament del Baix Rin. L'any 1999 tenia 2.949 habitants.
Forma part del cantó de Hœnheim, del districte d'Estrasburg i de la Strasbourg Eurométropole.

## Demografia
| 1962  | 1968  | 1975  | 1982  | 1990  | 1999  |
| ----- | ----- | ----- | ----- | ----- | ----- |
| 1.018 | 1.081 | 1.728 | 2.085 | 2.619 | 2.949 |

## Administració
| Període   | Identitat               | Partit |
| --------- | ----------------------- | ------ |
| 1965-1990 | Jean-Jacques Rohfritsch |        |
| 1990-1995 | Jean Hotz               |        |
| 1995-2001 | Albert Ritter           |        |
| 2001-2020 | Sophie Rohfritsch       |        |
| 2020-2026 | Murielle Fabre          |        |